# Written in the stars
Written in the stars es el 90mo episodio de la serie de televisión norteamericana Gilmore Girls.

## Resumen del episodio
Después de esperar mucho, Lorelai y Luke se ponen de acuerdo para tener su primera cita. Luke lleva a Lorelai a un restaurante que es de unos amigos suyos, y le hace ver que sus intenciones son serias. A la mañana siguiente, Lorelai baja vestida con una camisa de Luke a la cafetería para prepararse el desayuno, pero grande es su sorpresa al ver a todo el pueblo desayunando en Luke's. Ella se siente un poco ofendida cuando ve que nadie se ha percatado de su relación con Luke, sin embargo, más tarde ese tema será el más importante en la reunión del pueblo, cuando se intentan analizar si será bueno o no para los residentes de Stars Hollow. Por otra parte, Rory regresa a Yale y Paris le informa que Asher Fleming falleció en el verano. Además de ayudar a su amiga a pegar carteles comunicando la muerte del profesor, ordenando sus cosas y realizando un funeral en su memoria, que para los muchachos equivale a una fiesta, Rory debe soportar a un estudiante millonario llamado Logan, quien humilló a su amigo Marty. En tanto, Emily, separada de Richard, descubre que él está saliendo por las noches, así que decide hacer lo mismo. Pero como Lorelai no quiere ver a su madre, Emily va donde Rory. Finalmente, ante las incómodas preguntas de Marty sobre su vida amorosa, Rory va a casa de Dean y éste la hace pasar.

## Curiosidades
- Rory le dice a Logan que Asher Fleming murió la semana pasada, pero Paris dijo que fue dos semanas atrás.
- En la segunda temporada, episodio 8 (The ins and outs of inns), Luke le dijo a Lorelai que inició por su cuenta el negocio propio; ahora afirma que Buddy lo ayudó.
- La puerta de la casa de los padres de Dean es distinta a la del episodio anterior.

- Datos: Q6168368